# جان كاستيكس
جان كاستيكس (بالفرنسية: Jean Castex)‏ سياسي فرنسي، كُلّفَ برئاسة وزراء فرنسا، خلفًا لإدوار فيليب الذي استقال في 3 يوليو / تموز 2020.

## النشأة والتعليم
وُلد كاستكس في فيك فيزنسك بجنوب فرنسا، درس في معهد الدراسات السياسية في باريس وتخرج عام 1986. بعد ذلك، واصل دراسته في المدرسة الوطنية للإدارة، حيث التحق بالفوج المعروف بـ "فكتور هوغو" في عام 1991.
بدأ كاستكس مسيرته المهنية كموظف حكومي في ديوان المحاسبة.

## الحياة السياسية
كان كاستيكس عمدة براديس، بيرينيه أورينتالس منذ عام 2008.
من عام 2010 حتى عام 2011، عمل أيضًا كرئيس الموظفين لوزير الصحة كزافييه برتراند في حكومة فرنسوا فيون. تبع بعد ذلك ريمون سوبي وعمل كأمين عام للرئيس نيكولا ساركوزي بين عامي 2011 و2012.
على المستوى المحلي، كان مستشارًا إقليميًا للنكدوك روسيون من عام 2010 إلى عام 2015، وعمل كمستشار قسم في إقليم البرانيس الشرقية منذ عام 2015.
في سبتمبر 2017، عُيّن كمندوب مشترك بين الإدارات في دورة الألعاب الأولمبية والبارالمبية لعام 2024 ؛ وعين أيضا رئيسا للوكالة الوطنية للرياضة. في 2 أبريل 2020، عُيّن منسقًا للتخلص التدريجي من الإغلاق (الحجز) الذي نُفّذَ في فرنسا خلال جائحة فيروس كورونا.
وكان كاستيكس عضوا في الجمهوريين حتى أوائل عام 2020. بالإضافة إلى أنه كان ينظر إليه على أنه محافظ اجتماعيًا داخل الحزب.
بعد استقالة رئيس الوزراء إدوار فيليب في 3 يوليو 2020 عُيّن رئيسًا للوزراء من قبل الرئيس إيمانويل ماكرون.

## وصلات خارجية
- السيرة الذاتية